# Lepanthes salazarii
Lepanthes salazarii är en orkidéart som beskrevs av Fredy Archila. Lepanthes salazarii ingår i släktet Lepanthes och familjen orkidéer.
Artens utbredningsområde är Guatemala. Inga underarter finns listade i Catalogue of Life.